# Аспандияров, Билял
Билял Аспандияров (22 марта 1886, Николаевский уезд, Тургайская область, Российская империя — 18 сентября 1958, Алма-Ата, Казахская ССР, СССР) — филолог и историк, заслуженный учитель Казахской ССР (1945).

## Биография
Родился 22 марта 1886 года в Николаевском уезде Тургайской области (ныне — Карабалыкский район Костанайской области). Рано лишился родителей.
Окончил в 1904 году двуклассную русско-казахскую школу, созданную Ибраем Алтынсариным, его дальним родственником, Оренбургскую учительскую семинарию (на некоторое время был исключен в 1906 году, окончил в 1909 году), историко-экономическое отделение Казахского педагогического института в 1931 году.
В 1909—1923 гг. учительствовал в школах Кустанайского уезда. В 1923—1925 гг. — организатор и первый директор педагогического техникума в Костанае. В 1925—1930 гг. — заведующий Жетысуским губернским отделом народного образования.
Активно участвовал в создании системы всеобуча в Казахстане, организации школ и подготовке учителей. Занимался научно-педагогической деятельностью в системе Наркомпроса. Организует первые в Казахстане годичные курсы по подготовке преподавателей для системы кооперации, преподает в Институте просвещения и педтехникуме. Занимается педагогической деятельностью в Алма-атинском комвузе, институте журналистики, в КазПИ, зооветеринарном, горно-металлургическом, а в послевоенные годы — также и в женском педагогическом и юридическом институтах. В разные годы он проводит занятия, читает лекции по курсам всеобщей истории, истории СССР, логики и психологии.
С 1942 года по 1945 год работает старшим научным сотрудником в Институте партии (филиале ИМЭЛ) в Алма-Ате. Он занимается переводом на казахский язык произведений классиков марксизма-ленинизма, связанных с вопросами обороны страны. В первые военные годы издает тридцатитысячным тиражом свой «Учебник русского языка для военнообязанных казахов» (1942).
С апреля 1945 году Билял Аспандияров работает в Институте истории, археологии и этнографии Академии наук КазССР старшим научным сотрудником в отделе истории XIX века и дореволюционного Казахстана и направляет свои усилия на завершение начатых им ранее поисковых работ по Букеевской (Внутренней) орде. Автор 100 научно-педагогических трудов, в том числе известного «Образование Букеевской Орды и её ликвидация». В 1947 году защитил по этой теме кандидатскую диссертацию.
В 1953 году переведен в Институт языка и литературы младшим научным сотрудником.
Внес большой вклад в разработку и создание первых учебников русского языка для казахских школ. Является одним из составителей двухтомного русско-казахского словаря, вышедшего в 1946 г., двухтомного Толкового словаря казахского языка (1959, 1961).
Награжден орденом «Знак Почета».
Скончался 18 сентября 1958 года в Алма-Ате, похоронен на Центральном кладбище Алматы.